# نادي أيرش (دبي)
نادي أيرش نادي كرة قدم إماراتي من الأندية الخاصة يلعب في دوري الدرجة الثالثة الإماراتي ويقع في دبي .